# Havet (film)
 For alternative betydninger, se Havet. (Se også artikler, som begynder med Havet)
Havet er en dansk kortfilm fra 1984, der er instrueret af Leif Magnusson efter manuskript af ham selv og Mogens Rukov.

## Handling
Om en bygmesters livsrejse ad en flod mod havet, hans forhold til slaver, herremænd, en dreng og en kvinde. Handlingen udspiller sig i 1100-tallet.

## Medvirkende
- Sverker Hällen, Bygmesteren